# Fabrica di Roma
Fabrica di Roma – miejscowość i gmina we Włoszech, w regionie Lacjum, w prowincji Viterbo.
Według danych na rok 2004 gminę zamieszkiwały 6404 osoby, 188,4 os./km².